# Møre Stift
Møre Stift er et stift i Den Norske Kirke. Stiftet blev oprettet 18. september 1983 da Sunnmøre blev overført fra Bjørgvin Stift, og Nordmøre og Romsdal fra Nidaros Stift. Molde er bispesæde.
Geografisk tilsvarer stiftets grænser fylket Møre og Romsdals. At førstnævnte også hedder "Møre" kommer af et kompromis, da Sunnmøre, med cirka halvdelen af indbyggerne, accepterede at bispesædet blev lagt i Molde frem for Ålesund, mod at Romsdal ikke kom med i navnet.

## Bisperækken
- Ole Nordhaug 1983-1991
- Odd Bondevik 1991-2008
- Ingeborg Midttømme 2008–